# Angélica Hinojosa
Angélica Hinojosa, född 10 januari 1997, är en dominikansk  volleybollspelare (center).
Hinojosa spelar i Dominikanska republikens landslag och har med dem vunnit  Nordamerikanska mästerskapet 2021 och har tagit medalj i mästerskapet vid flera tillfällen. Hon har även spelat med landslaget vid VM 2022. På klubbnivå har hon spelat för klubbar i Domikanska republiken och Frankrike.